# Záchranný útvar Hasičského záchranného sboru České republiky

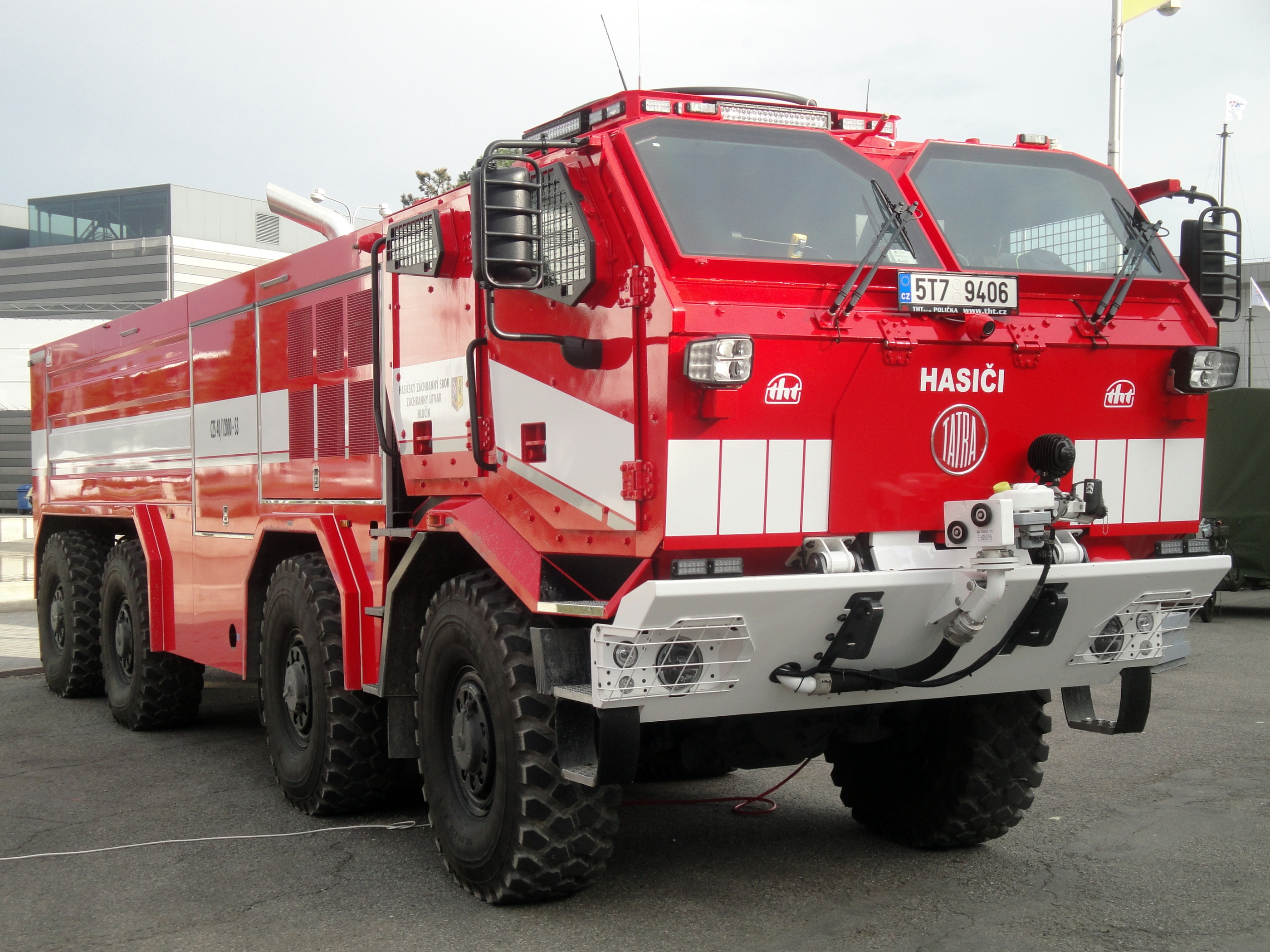
Cisternová zodolněná stříkačka CZS 40 Titan na podvozku Tatra

Záchranný útvar Hasičského záchranného sboru České republiky (ZÚ HZS ČR) je útvar Hasičského záchranného sboru České republiky s celostátní působností. Vznikl v roce 2009 a má sídlo v Hlučíně. Je určen pro zásahy v případě mimořádných událostí velkého rozsahu a jiných událostí vyžadujících speciální techniku.

## Historie
Historie Záchranného útvaru Hasičského záchranného sboru České republiky (HZS ČR) navazuje na existenci 157. záchranného praporu Armády České republiky, který byl do konce roku 2008 dislokován v Hlučíně v areálu bývalých hraničářských kasáren. Na základě zákona č. 260/2008 Sb. došlo k jeho transformaci na hasičský útvar, který vznikl k 1. lednu 2009. Záchranný útvar si ponechal sídlo v bývalých hlučínských kasárnách. V roce 2010 byla zřízena záchranná rota ve Zbirohu a roku 2016 záchranná rota v Jihlavě.

## Organizace
Záchranný útvar HZS ČR je organizační složkou státu a účetní jednotkou, je podřízen Generálnímu ředitelství HZS ČR. Záchranný útvar řídí velitel útvaru. Organizačně se Záchranný útvar HZS ČR člení na čtyři roty, z nichž dvě jsou dislokovány v Hlučíně (Záchranná rota Hlučín, Speciální záchranná rota), jedna ve Zbirohu a jedna v Jihlavě.

## Činnost
Úkolem Záchranného útvaru je činnost při mimořádných událostech velkého rozsahu na území celého Česka, které vyžadují speciální techniku, jako jsou živelní pohromy a jiné přírodní kalamity, rozsáhlé požáry či technické zásahy. Kromě toho pořádá Záchranný útvar speciální kurzy pro výcvik příslušníků HZS ČR.

## Technika

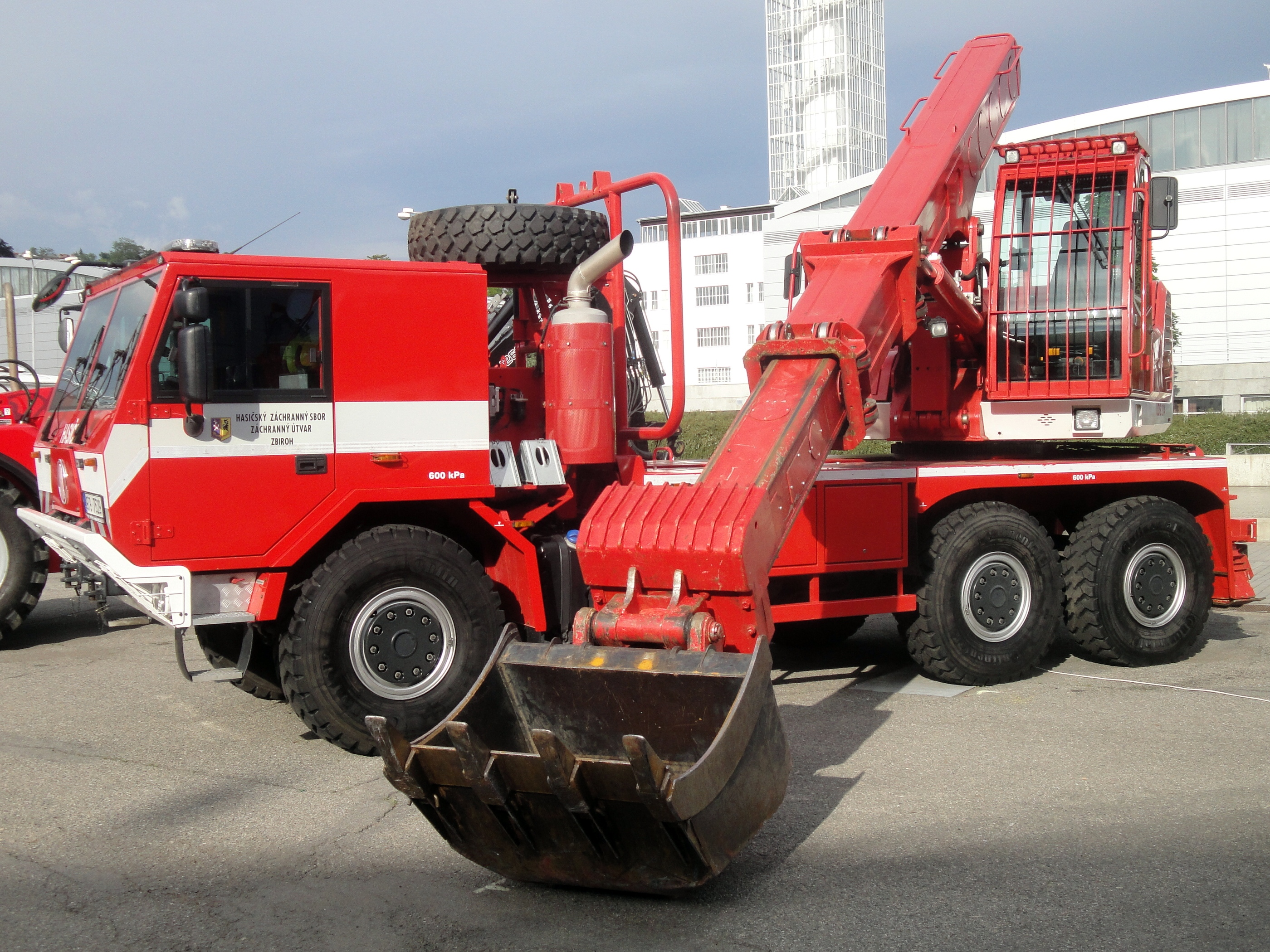
Univerzální dokončovací stroj UDS-214 (Tatra 815-7)

Ze speciální hasičské techniky disponuje Záchranný útvar HZS ČR vyprošťovacími automobily, vyprošťovacími tanky, automobilními jeřáby, obojživelnými pásovými transportéry, cisternovými zodolněnými stříkačkami, cisternovými vozidly, mostními automobily či dekontaminačními kontejnery.